# Секундерабад
Секундерабад (Сикандрабад) (англ. Secunderabad, телугу సికింద్రాబాద, урду سکندرآباد‎) — город в Индии. Является городом-спутником Хайдарабада, столицы штата Телингана. Расположен к северу от Хайдарабада. Названный в честь Сикандара Джаха, третьего низама династии Асаф Джахи, Секундерабад был основан в начале XVIII века англичанами. Секундерабад — главный центр индийских железных дорог.
Секундерабад был основан в 1806 году после подписания указа низамом, выделившим британцам землю к северу от искусственного озера Хуссейн-Сагар.
Согласно переписи населения 2001 года население Секундерабада составляло 204 182 человека. Мужчины составляли 51 % населения, женщины — 49 %. Уровень грамотности в Секундерабаде — 73 %, выше среднего национального показателя 59,5 %; мужская грамотность составляла 78 %, женская грамотность — 68 %. 11 % населения — в возрасте младше 6 лет.